# Чилийски треворез
Чилийският треворез, наричан също ръждивоопашат треворез (Phytotoma rara), е вид птица от семейство Котингови (Cotingidae).

## Разпространение
Видът е разпространен в Аржентина и Чили.